# Авренвил (Мерт и Мозел)
Авренвил (фр. Avrainville) насеље је и општина у североисточној Француској у региону Лорена, у департману Мерт и Мозел која припада префектури Тул.
По подацима из 2011. године у општини је живело 213 становника, а густина насељености је износила 21,89 становника/km². Општина се простире на површини од 9,73 km². Налази се на средњој надморској висини од 240 метара (максималној 302 m, а минималној 207 m).

## Демографија
| 1962. | 1968. | 1975. | 1982. | 1990. | 1999. | 2011. |
| ----- | ----- | ----- | ----- | ----- | ----- | ----- |
| 162   | 166   | 142   | 132   | 144   | 170   | 213   |

График промене броја становника у току последњих година